# Alluvioni in Europa del luglio 2021
Nel luglio 2021 in Europa si sono verificate alluvioni che hanno causato 180 vittime in Germania, 37 in Belgio e una in Italia.

## In Belgio
Il 15 luglio i cittadini di Liegi delle aree più vicine al fiume Mosa sono stati invitati dalle autorità ad evacuare o a rifugiarsi nei piani alti per timore che il fiume potesse straripare. Inoltre nei giorni precedenti l'alluvione è stato probita la circolazione nel centro della città di qualsiasi veicolo privato, tranne che per lasciare la stessa. Il 16 luglio, l'ordine di evacuare è stato esteso a diverse cittadine della provincia del Limburgo. Nei giorni dell'alluvione, diverse città della provincia di Liegi e della provincia di Namur sono rimaste senza acqua potabile. Circa 41 000 persone nella Vallonia sono rimaste senza elettricità. In tutto il Belgio diversi edifici sono collassati in seguito all'erosione delle fondamenta causata dall'inondazione. Nella cittadina di Pepinster i crolli hanno causato venti morti. Anche la città di Vervies è stata particolarmente colpita dal maltempo, dal momento che più di diecimila residenti hanno dovuto lasciare le proprie case, divenute inagibili per le alluvioni. In seguito, diversi sciacalli si sono intrufolati nelle case per derubare ciò che era rimasto dentro.
Il primo ministro belga Alexander De Croo ha dichiarato una giornata di lutto nazionale per il 20 luglio.

## Nei Paesi Bassi
Nel Limburgo la Mosa ha fatto segnare il più alto livello idrometrico mai raggiunto nelle ultime cento estati, paragonabile ai livelli raggiunti negli inverni del 1993 e del 1995, quando furono disposte evacuazioni di massa. Il 16 luglio le autorità hanno iniziato ad evacuare i cittadini della provincia di Limburg nonché delle comunità di Belfeld, Steyl e Arcen ricorrendo anche all'intervento dell'esercito.
A Valkenburg aan de Geul, dopo che l'inondazione si è ritirata, i danni sono stati stimati in circa quattrocento milioni di euro, relativi per metà a danni fisici e per metà alla sospensione delle attività economiche.

## In Germania
Con un bilancio di 184 morti, questa ondata di maltempo è stata la peggiore che abbia conosciuto il paese teutonico dal 1962. Circa 135 persone sono decedute nella Renania-Palatinato (la maggior parte delle quali nel distretto di Ahrweiler)), 47 nella Renania Settentrionale-Vestfalia (ventisette dei quali a Euskirchen) e due in Baviera. Tra i morti anche quattro vigili del fuoco. Westnetz, la più grande azienda tedesca specializzata nella distribuzione di energia elettrica in Germania, ha dichiarato che il 15 luglio circa duecentomila abitazioni nella Renania Settentrionale erano rimaste senza elettricità. Di queste, circa la metà sono rimaste senza fornitura energetica anche il giorno successivo. Circa quindicimila persone in tutto il paese, tra polizia, esercito e protezione civile, sono state dislocate in tutta la Germania per le operazioni di ricerca e soccorso.
Il 15 luglio Deutsche Bahn ha sospeso i servizi su 600 km di linea ferroviaria nella Renania Settentrionale-Vestfalia. Ad essere sospesa è stata anche la tratta tra Dresda e Praga.
Piogge intense hanno causato inondazioni anche negli stati del Baden-Wurttemburg e in Sassonia, dove una persona risulta scomparsa.
Altre intense piogge il 17 luglio hanno causato disastri in Baviera, dove l'esondazione del fiume Berchtesgadener Ache ha causato un morto e il danneggiamento dell'impianto di slittino LOTTO Bayern Eisarena Königssee.

## In Italia
L'ondata di maltempo che ha colpito l'Europa centrale si è abbattuta anche nell'Italia nord-orientale, portandosi con sé violenti grandinate e nubifragi. Il 22 luglio 2021 una violenta tempesta ha distrutto raccolti d'annata e coltivazioni, danneggiando in particolare circa 600 ettari di meleti e 600 ettari di vigneti. I danni economici sono stati mitigati dal fatto che molti agricoltori che hanno subito devastazioni avevano stipulato assicurazioni contro i danni da maltempo.

## Connessione con il cambiamento climatico
Le inondazioni sono accadute dopo un'insolita ondata di caldo in tutta Europa, e gli scienziati credono che il cambiamento climatico porti con sé un aumento dei fenomeni atmosferici estremi, già da prima di queste alluvioni. 
Le piogge sarebbero più consistenti in virtù del fatto che l'incremento della temperatura globale causerebbe una maggiore evaporazione di acqua marina e quindi più umidità nell'atmosfera.
Antonio Navarra, climatologo all'università di Bologna e presidente del Centro euro-Mediterraneo sui Cambiamenti Climatici ha riferito che c'è una correlazione nettamente positiva tra emissioni di CO2 nell'atmosfera e intensità di piogge, siccità e ondate di caldo.
Anche se sotto un certo punto di vista eventi alluvionali e forti precipitazioni sono sempre esistiti all'interno della variabilità meteorologica, quanto accade su scala più vasta con riferimento al puro fenomeno locale potrebbe avere un nesso con i cambiamenti climatici in atto, la posizione ufficiale è ancora da approfondire.